# 高士台

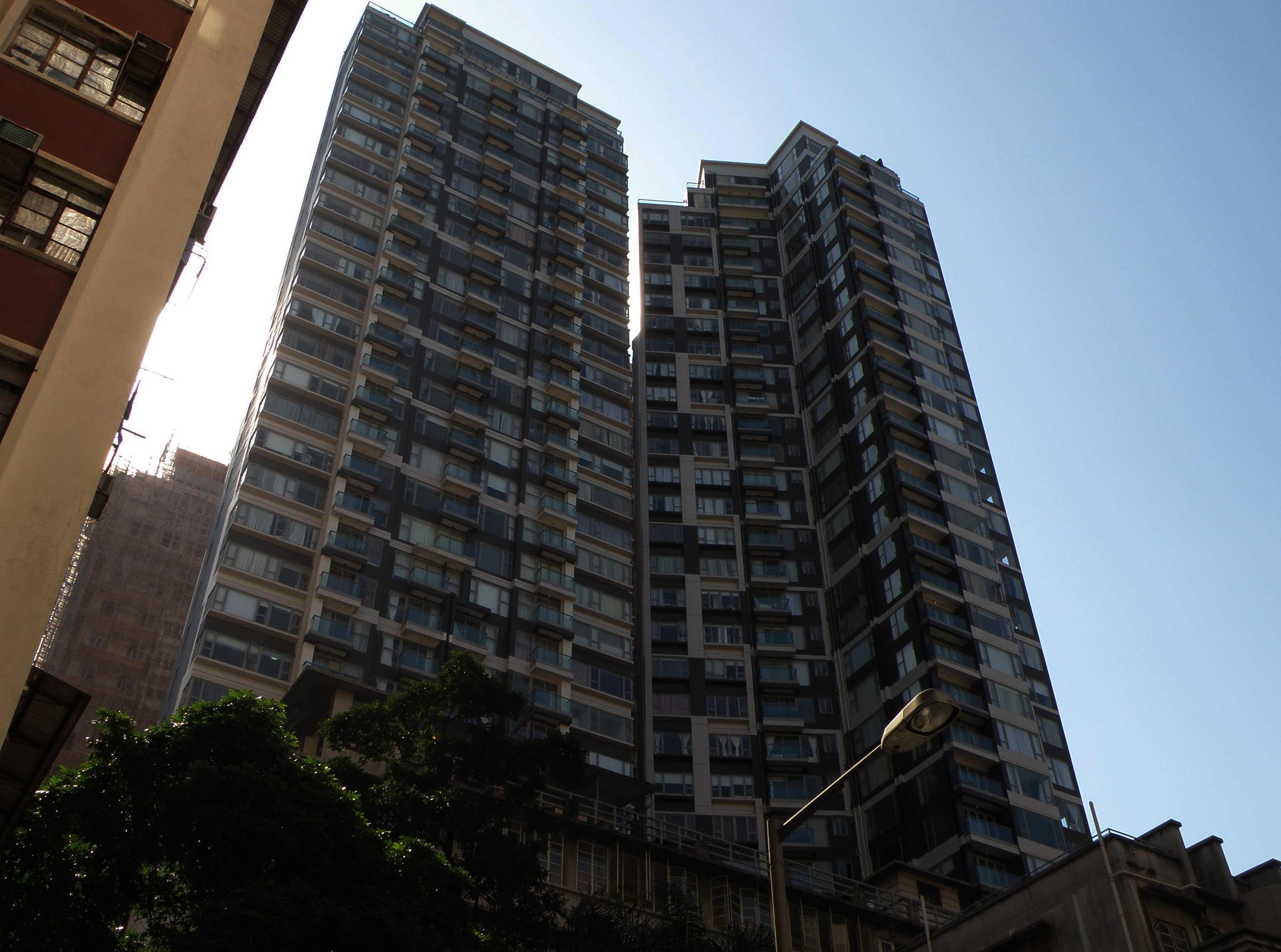
高士台全貌，左起為第2及1座

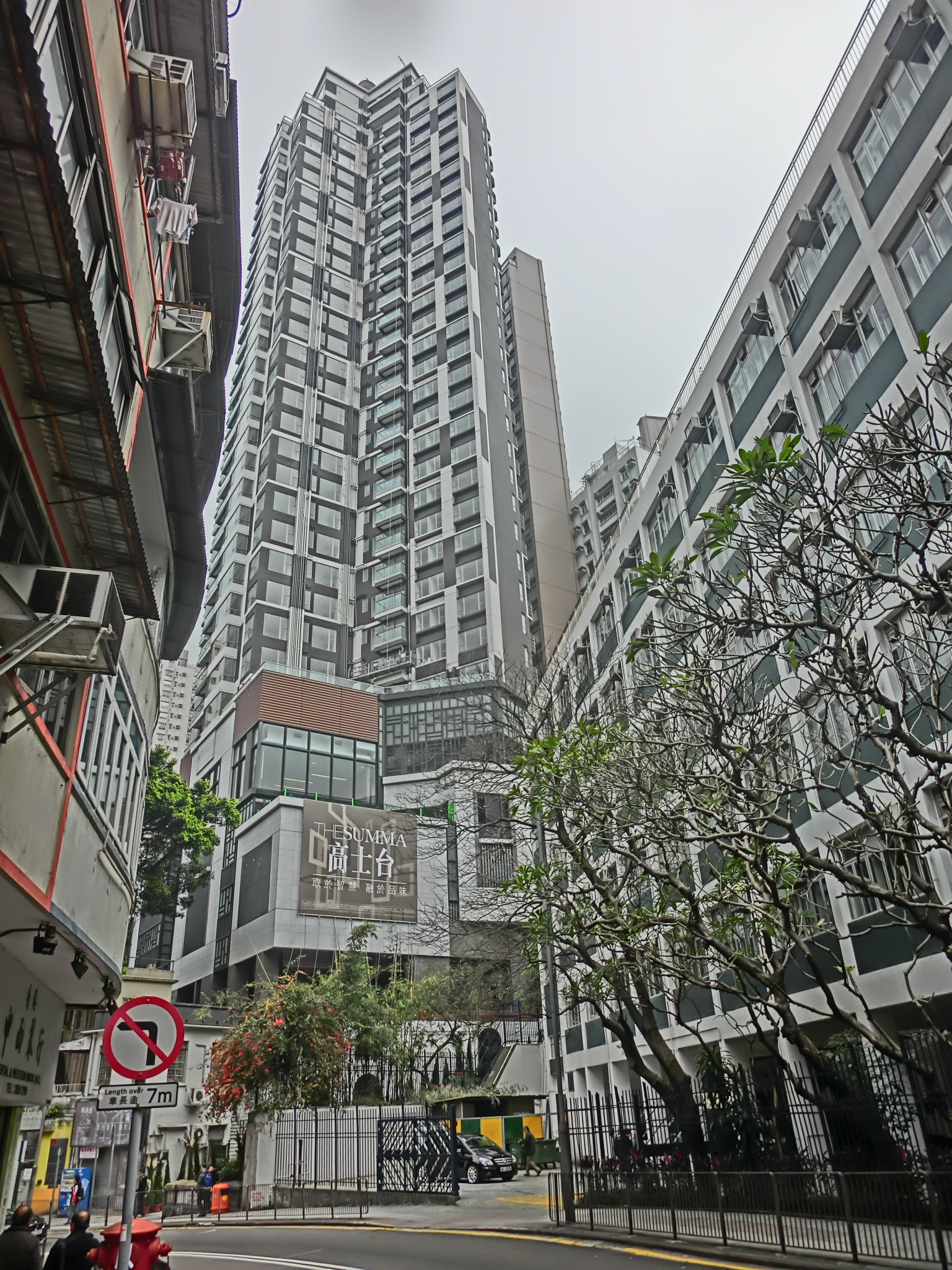
高士台第1座與基座

高士台（英語：The Summa），位於香港香港島西營盤興漢道23號，毗鄰聖士提反堂中學、聖保羅書院、英皇書院及香港大學，是嘉里建設的一個高尚住宅項目，2014年初以現樓形式開售。 

## 單位設計及設施
物業分為兩座，高33層（不設4、13、14、24及34樓，防火層設於各座的天台），共提供168伙住宅單位，當中以中大型單位為主，另設兩復式，小型單位佔14伙。兩座大樓均建於同一5層高的基座之上，基座設有兩層室內停車場、一層住客會所、平台花園、燒烤場、健身房、25米游泳池等設置。

## 外部連結
- 官方网站